# Fasnia
Fasnia is een gemeente in de Spaanse provincie Santa Cruz de Tenerife in de regio Canarische Eilanden met een oppervlakte van 45 km². Fasnia telt 2.783 inwoners (1 januari 2016).
Fasnia is gelegen in het zuidoosten van Tenerife en was voor de verovering door de Spanjaarden een populaire woonplaats van de Guanchen.
Nu nog kan men veel grotten zien die vroeger in gebruik waren als woonplaats. Bezienswaardigheden zijn de Barranco de Herques en Los Muertes en de kapel van de Virgin de los Dolores. De patroonheilige van Fasnia is San Joaquin.
Adeje · Arafo · Arico · Arona · Buenavista del Norte · Candelaria · Costa del Silencio · Fasnia · Garachico · Granadilla de Abona · La Guancha · Guía de Isora · Güímar · Icod de los Vinos · La Matanza de Acentejo · La Orotava · Puerto de la Cruz · Los Realejos · El Rosario · San Cristóbal de La Laguna · San Juan de la Rambla · San Miguel de Abona · Santa Cruz de Tenerife · Santa Úrsula · Santiago del Teide · El Sauzal · Los Silos · Tacoronte · El Tanque · Tegueste · La Victoria de Acentejo · Vilaflor de Chasna